# Metagonia duodecimpunctata
Metagonia duodecimpunctata is een spinnensoort uit de familie trilspinnen (Pholcidae). De soort komt voor in Ecuador.